# Villa del Conte
Villa del Conte este o comună din provincia Padova, regiunea Veneto, Italia, cu o populație de 5.592 locuitori (1 ianuarie 2023) și o suprafață de 17,35 km².

## Demografie
Villa del Conte - evoluția demografică

|  | Graficele sunt indisponibile din cauza unor probleme tehnice. Mai multe informații se găsesc la Phabricator și la wiki-ul MediaWiki. |

Date: Recensăminte sau birourile de statistică - grafică realizată de Wikipedia